# POSISTA
POSISTA byla stavební firma, jejíž celý název zněl POSISTA, podnikatelství silničních staveb, akc. spol. v Praze.

## POSISTA, podnikatelství silničních staveb, akc. spol. v Praze
Nástup firmy do veřejného prostoru byl rázný: dne 26. října 1929 napsalo několik významných českých deníků, že firma POSISTA, podnikatelství silničních staveb, s.r.o. v Praze bude brzy zapsána do obchodního rejstříku. Jako společníci jsou uvedeni dr. Ld. Schwarz, advokát v Praze, ředitel firmy Bitumuls Pick a národní rada švýcarský Obrecht jako předseda společnosti Stuag (Strassenbahn Unternehmungen Aktion Gesellschaft) v Bernu, založené v roce 1904.
Posista zahájila svou činnost na jaře 1929 jako zkušební podnikatel a provedla několik menších úprav za vedení švýcarského odborníka.
Už 18. listopadu 1930 bylo oznámeno, že POSISTA, podnikatelství silničních staveb, s.r.o. byla přeměněna na akciovou společnost s těmito akcionáři:
- dr. Bradáč, generální tajemník Svazu čs. průmyslu lihovarského (2 mil. Kč)
- International Stuag, společnost pro stavbu silnic v Basileji (1 mil. Kč)
- H. Olbrecht, průmyslník v Solothurnu (0,5 mil Kč)
- J. Beer, ředitel firmy Stuag v Bernu (0,5 mil)
- společníci Posista, s.r.o. (1 mil. Kč)

V červnu roku 1930 souhlasilo ministerstvo vnitra se zápisem firmy Slovenské podnikatelství silničních staveb Posista, s.r.o. do Obchodního rejstříku.
Do seznamu nečeských názvů firem, svědčící o malém vlastenectví, zahrnul novinář i název Posista, netušíc, že jde o zkratku. Kosmopolitismus ve společnosti byl patrný, a i proto se při vzniku firmy zdůrazňovalo, že jde o český kapitál. Přítomnost kapitálu ze Švýcarska nebo práce Estonce Ing. Alexandra Tanska, pozdějšího technického ředitele Posisty, slovenského podnikateľsta stavieb však nebudila pozornost.

#### Financování výstavby
Na prudký rozvoj automobilizmu reagoval stát výstavbou moderních silnic. To byla podnikatelská příležitost pro stavební firmy. Kapitálově silné nabídly státu nejen výstavbu silnic, ale i jejich financování na úvěr. Byla to nejen Posista, ale i Konstruktiva, a.s. se základním kapitálem 10 mil. Kč, s 25% podílem ropné společnosti Shell Royal Dutch. Ministerstvo veřejných prací bylo zdrženlivé, mimo jiné i proto, že založilo fond pro výstavbu silnic, který měl zajištěn levné úvěrování.

## Stavby

#### Silnice
Začátkem července 1930 zadal stát zakázky na úpravu silnic českým firmám ve výši 185 mil. Kč. Firma Posista získala zakázky ve výši 23,6 mil. Kč, což ji řadilo na druhé místo mezi firmami.
Koncem srpna 1931 dokončila firma Posista práce na silnici Lipník nad Bečvou – Nový Jičín. V roce 1935 byla vozovka na státní silnici v Lipníku vážně poškozena. Dle Posisty proto, že město provedlo neodborně kanalizaci. Stát vymáhal prostřednictvím finanční prokuratury náhradu škody po městě Lipník. Město nesouhlasilo a nechalo si vypracovat znalecký posudek za 1 300 Kč. Spor byl ukončen smírem. Město zaplatilo 9 500 Kč advokátovi.
Firma Posista byla zmiňována v souvislosti s motoristickými závody, např. když opravovala Masarykův okruh. Před závodem 1 000 mil československých firma opravovala silnici, po které měl tento závod projíždět a jedna z cen pro jezdce byla věnována právě firmou Posista.
Dne 28. června 1936 ministr veřejných prací slavnostně otevřel silnici Turnov – Malá Skála – Železný Brod, jejíž první část stavěla firma Posista.
V červenci 1939 začala firma Posista v přípravnými pracemi na tzv. Povltavské silnici mezi Strnady a Měchenicemi.

#### Železnice
V červnu 1936 byla zadána firmám stavba 28,5 km dlouhé železniční trati Púchov nad Váhom – Lideč za více než 50 mil. Kč. Firma Posista získala ve sdružení s firmou Krýsa úsek č. V dlouhý 7,27 km. Vzhledem k tomu, že nebyl proveden hydrogeologický průzkum, nebylo jasné, zda bude proveden tunel, nebo bude vyhlouben zářez. Proto byla cena stanovena na obě alternativy: 32,79 mil Kč a 17,42 mil. Kč. Výsledné řešení byla stavba Střelenského tunelu v nadmořské výšce 520 metrů, který byl proražen 29. listopadu 1935.

#### Dálnice
V srpnu 1939 byla etapa dálnice v Chřibech (stavební díl 21/3a Bunč – Kostelany o délce 4,180 km zadána brněnské firmě Posista, a.s.
Po druhé světové válce byla firmě Posista předána k dokončení část stavebního dílu 7/1 Mirošovice – Lensedly (díl 7/1a), ale na stavbě se nezačalo pracovat.

## Po roce 1948
Denní tisk už psal dne 16. dubna 1948 o Posistě jako o národním podniku, ale Výměr ministerstva průmyslu, č.j. IV/1 – 127.817/48, z 20. dubna 1948 psal ještě o Posistě, jako o akciové společnosti. Tímto výměrem byla firma Konstruktiva, národní podnik ustanovena národním správcem firmy Posista.
Dne 30. června 1948 vznikly Československé stavební závody, do kterých byly včleněna všechna konfiskovaná a znárodněná stavební podnikatelství.
Posista se stala pouhým závodem, který byl členěn na sektory – např. živičný a izolační – Bituma v Ostravě nebo lom v Davli.

## Militarizace společnosti
Alexej Čepička se stal ministrem obrany. Začal budovat armádu, která potřebovala byty pro vojáky, kasárny, letiště a další stavby. Nespoléhal se na ČSSZ, ale požadoval vojenský stavební podnik. Návrh na zřízení vojenského stavebního podniku byl projednán na zasedání Užšího poradního sboru (UPS) 8. srpna 1950. Jeho základem se mělo stát konstrukční středisko (Konstrukční stavební odbor) působící v ČSSZ, závod Stavoprojekt, a stavební správy pro provádění vojenských staveb v n. p. Posista a Konstruktiva. Zasedání UPS 27. září 1950 rozhodlo o vytvoření vojenských stavebních podniků k 1. lednu 1951: Posista, Konstruktiva, Armastav, Moravostav a Stavoindustria. Tyto podniky k 1. lednu 1953 doplnil Severostav v Liberci. Vojenské stavební podniky byly podřízeny MNO – Hlavní správy vojenských staveb. Součástí podniků byly i pískovny a lomy.
Po XX. sjezdu KSSS se objevila kritika k neúměrnému podílu armády na rozpočtu. Na nátlak ministerstva stavebnictví byla uskutečněna delimitace na základě usnesení politického byra ÚV KSČ z 18. 6. 1956 a vládního usnesení č. 1772 ze dne 29. 6. 1956. V rámci MNO zůstal jediný podnik – Posista n. p. Zachování alespoň jednoho podniku v rámci vojenské stavební výroby bylo nezbytné vzhledem к nutnosti mít к dispozici stavební kapacitu k provádění staveb, které nebylo možno svěřit civilním podnikům. K delimitaci tak došlo z ekonomických důvodů. V armádě zůstala jen Posista, zaměřená na speciální pozemní a silniční stavby.
V polovině padesátých let 20. století se začalo psát o Trustu Posista.
Dne 1. května 1952 udělil Alexej Čepička národnímu podniku Posista Řád práce. Další Řád práce byl propůjčen dne 1. května 1954 řidiči Jaroslavu Novákovi Státní cenu Klementa Gottwalda Za vynikající vynálezy a zdokonalení výrobních procesů dostal kolektiv pracovníků hlavního závodu 1. května 1956 za vypracovaní a užití pracovního postupu stabilizace podloží.
Od 1. ledna 1956 se „vytvořil" n. p. Posista Praha jako podnik MNO. Podnik spadal přímo pod MNO
Na stavbách Posisty n. p. pracovaly Vojenské technické jednotky (VTJ). V roce 1957 počítal plán na rok 1958 s 4 807 vojenskými pracovníky, ve skutečnosti jich bylo 3 187. Tyto jednotky byly pro Posistu zásadní. I odchod třetího ročníku VTJ znamenal ohrožení plánu. Nasazení jednotek však bylo chaotické a neefektivní. Pracovní úkoly kolidovaly s bojovou a politickou přípravou. Od roku 1958 byla stanovena 36hodinová týdenní pracovní doba na stavbách a 10hodinová vševojsková příprava. V dubnu 1958 však byla pracovní doba zkrácena na 34 hodin týdně. Vojenské velení VTJ a civilní řízení Posisty byl často v rozporu. Vedení Posisty vítalo závazky vojáků, že odpracují více hodin.

## Stavby
V letech 1952 a 1953 firma prováděla výstavbu vzletových a přistávacích drah na letišti Čáslav.
Převážně pracovníky VTJ bylo v letech 2. pětiletky (1956 – 1960) vybudováno:
- 6 653 bytů
- 51 350 m² ubytovacích prostor pro 17 000 vojáků
- letiště Ostrava–Mošnov a dalších 14 letišť (nových nebo přestavěných)
- komunikace ve vojenských výcvikových prostorech

- zvláštní stavby pro velení ČSLA dle usnesení politického byra ÚV KSČ z 27. 2. 1956
- 218 210 m² skladů pro dělostřelectvo

## Utajování činnosti
Činnost Posisty n. p. byla utajovaná; stavby se označovaly kódy (např. stavba K-7) nebo se psalo o „stavbě v H“. Vývojáři ze strojní a stavební skupiny pracovali na utajovaných projektech, ale Řád práce dostali oficiálně za navržení silničních panelů. V článku „Vzniká nová velká stavba" je uveden pouze jeden údaj o poloze stavby: „Morava".
Utajování staveb pro armádu se stalo jednodušším po vzniku podniku Vojenské stavby, protože tento podnik 40 % kapacit využíval na civilních stavbách.
Utajení nebylo zcela úspěšné; o stavbách v podzemí Prahy referovaly i Svobodné listy vycházející ve Vídni.

## Vojenské stavby
- Náměstek MNO pro věci materiální podal v červnu 1958 návrh na sloučení stavebních VTJ a n. p. Posista do jedné vojenské výrobní organizace s názvem Vojenské stavby. Návrh byl schválen vládou dne 1. října 1958 Usnesením č. 899.[56][36][35]
- Podnik Vojenské stavby s právní formou „Ostatní" byl zřízen listinou ministra národní obrany ze dne 29. prosince 1958 č.j. 11383/NM-NT.[57]
- Podnik Vojenské stavby s právní formou „Ostatní" se vymazuje pro zánik podle rozhodnutí ministra národní obrany ze dne 30. srpna 1963 č.j. 32803-22.[57]
- Vojenské stavby, národní podnik byl zřízen listinou ministra národní obrany ze dne 30. 8. 1963 čj. 32803-22[58]
- Vojenské stavby se prezentovaly jako Oborový podnik[38]
- Vojenské stavby – koncernový státní podnik byl založen zakládací listinou vydanou rozhodnutím ministra národní obrany ČSSR ze dne 23.6.1989 č.j. 1105-84[59]
- VOJENSKÉ STAVBY, státní podnik[59] měl 15 000 zaměstnanců, z toho 1 600 úředníků.[60]
- Vojenské stavby, s.p. odštěpný závod POSISTa zapsáno 30. prosince 1991[59] a vymazáno 23. března 1994
- Vojenské stavby, a.s. byla založena dne 1. prosince 1992 podle ust. § 172 z.č. 513/1991 Sb. Obchodního zákoníku včetně odštěpného závodu POSISTA[61] V roce 1994 zaměstnával odštěpný závod Posista 700 lidí.[62]

I když Vojenské stavby vznikly 1. ledna 1959, za vznik podniku se považoval rok 1951, kdy byla Posista převedena pod MNO.

## Stroje
- Betonářské centrum s kontinuálními (průtokovými) míchačkami[66][39][67][68]
- Sila na cement
- Železniční cisterny na cement[69][70]
- Automobilové cisterny na cement
- Rozdělovač cementu
- Zemní fréza[71]
- Skrejpry[72][73]